# Rossa Venezia

Rossa Venezia est un film érotique et d'épouvante allemand réalisé par Andreas Bethmann et sortie en 2003.

## Synopsis
La jeune et jolie Baldassari vient de purger une peine de 10 ans de prison pour les meurtres sauvages de son mari et de la maîtresse de ce dernier. Elle a développé tout au long de sa captivité une haine sans limites envers les femmes et n'attend plus que sa libération pour commencer à nettoyer Venise de toutes celles qui vivent dans le péché de chair. La tueuse sadique impose à ses victimes les pires humiliations sexuelles et les tortures les plus atroces avant de les massacrer sans la moindre pitié. 

## Fiche technique
- Titre : Rossa Venezia
- Réalisation et scénario : Andreas Bethmann
- Production : Andreas Bethmann
- Musique : Andreas Bethmann
- Décoration: Andreas Bethmann
- Effet visuel: Marianna Bertucci
- Casting: Florian Bunke, Peter Grabmeier, Frank Otzenmeier, Peter Tauchmann et Andreas Bethmann
- Durée : 155 minutes
- Pays de production : Allemagne
- Langue: Allemand
- Genre: Érotique, pornographique, épouvante-horreur
- Date de sortie : 2003
- classification : interdit aux moins de 18 ans

## Distribution
- Sabine Ironheart
- Romana
- Marianna Bertucci
- Jens Hammer
- Daniel Ortolan
- Jesús Franco
- Lina Romay
- Michelle Bond
- Yunisa Frometa
- Michelle Kornak
- Andreas Bethmann
- Natascha Wetzig
- Anna Kalaschnikova
- Peggy Hofman
- Jorge
- Florian Bunke
- Natalie Balini
- Katharina Loewe
- Christian Candini
- Martina Herda
- Carmen Koskina
- Daniel Perée
- Ilona Nawrath
- Alexandra Perée